# Orova vas
Orova vas – wieś w Słowenii, gmina Polzela. 1 stycznia 2017 liczyła 88 mieszkańców.